# Neptis reducta
Neptis reducta är en fjärilsart som beskrevs av Jan Kielland 1978. Neptis reducta ingår i släktet Neptis och familjen praktfjärilar. Inga underarter finns listade i Catalogue of Life.